# Free Ride
Free Ride es una película dramática estadounidense basada en hechos reales y protagonizada por Anna Paquin, Cam Gigandet y Drea de Matteo. La cinta se estrenó en cines el 10 de enero de 2014 en Estados Unidos. 

## Argumento
Christina Miller (Anna Paquin), es una tiranizada madre que en 1978 vive a base de trabajos sin futuro y decide que ya no queda nada para ella en Ohio. Una llamada de su liberal amiga Sandy (Drea de matteo) es todo lo que Christina necesita para meter todas sus cosas y a sus hijas, MJ (Liana Liberato) de 13 años y Shell (Ava Acres) de 7, en un Chrysler y mudarse a Fort Lauderdale, Florida. 
El clima, el estilo de vida y la vibrante vida social resultan muy atractivos para Christina, y además Sandy le consigue un nuevo trabajo limpiando casas en un vecindario rico. Pero con el tiempo Christina empieza a desear más para su familia y se da cuenta de que lo puede conseguir aliándose con un cartel de marihuana y poner esas grandes y vacías mansiones en uso.

## Reparto y personajes
Anna Paquin	 ... Christina Milland

Cam Gigandet ... Ray

Drea de Matteo ... Sandy

Liana Liberato ... MJ

Yvette Yates ... Gia

Brit Morgan	

Jeff Hephner 

Ava Acres ... Shell

Lloyd Owen ... El Capitán

Eddie Pepitone ... BK

Kyle T. Heffner ... Duane

Sabrina Gennarino ... Gina

Daniella García-Lorido ... Zada

V.J. Foster ...	Capitán Jim

## Producción
En 2011 Shana Betz (entonces Shana Sosin), directora ejecutiva de Music Video Production Association y productora ejecutiva de los premios MVPA y Director’s Cuts Film Festival, consiguió que su guion semiautobiográfico Free Ride fuera seleccionado por el Directors Lab Filmmaker del Film Independient, cuyo objetivo era aportar a nuevos talentos la plataforma necesaria para sacar adelante sus ideas. En su guion Shana relata la subida y caída de su madre en el mundo del tráfico de drogas y el papel que su hermana mayor jugó haciendo de barrera entre ella y ese mundo para intentar preservar su inocencia. Ella misma describe el guion como una carta de amor hacia su hermana y reconoce que no quiere aportar un relato donde las malas decisiones de su madre son juzgadas, tan solo pretende transmitir parte de la visión que obtuvo de dicha experiencia través de la inocencia que su hermana consiguió que conservara.
Después de grabar el corto producido por Susan Dynner, Shana intentó convertirlo en película. Para ello empezó a ponerse en contacto con inversores y actores, entre los que se encontraba Stephen Moyer. Durante la audición de Stephen para interpretar al jefe del cartel este planteó si había algún motivo por el que el guion no hubiese llegado a manos de su esposa Anna Paquin. Aunque finalmente Stephen no interpretará ningún papel Anna se convirtió en la protagonista, y ambos se unieron a la película como productores a través de la compañía que habían fundado recientemente, Casm Films. El reparto se completó con Cam Gigandet como el interés amoroso de Christina, Liana Liberato y Ava Acres como sus hijas, y Drea de Matteo, Brit Morgan, Daniela García-Lorido, Yvette Yates y Jeff Heffner como el jefe de la banda.
Seis semanas después de la audición de Stephen la película empezó el rodaje en Sarasota a lo largo de los meses de octubre y noviembre de 2011. En 2013 Cargo Entertainment adquirió los derechos internacionales y llevó la cinta al Cannes Market del Festival Internacional de Cannes de cara a buscar distribuidor para la película en EE. UU. y Canadá, lo cual lograron el tercer día de festival, 19 de mayo de 2013, cuando anunciaron el acuerdo alcanzado con Phase 4 Films.

## Presentaciones y Estreno
Free Ride fue proyectada en el Hamptons International Film Festival por primera vez el 11 de octubre de 2013 y abrió el Fort Lauderdale International Film Festival el 18 de octubre. Además el 23 de noviembre, Anna Paquin y Stephen Moyer presentaron la película en el Digital Filmmaking Studio Lab del Ringling College of Art and Design en Sarasota, se trata de un centro de formación para cineastas cuyos estudiantes participaron activamente en el rodaje de la película.
El primer  tráiler  fue publicado el 2 de diciembre de 2013.
La película se estrenó en demanda y en salas de Los Ángeles y Nueva York el 10 de enero de 2014.

## Premios
- 2013 - The Tangerine Entertainment Juice Award del HIFF para Shana Betz.[15]